# Oviri
Oviri (tahitsky divoch nebo divoký) je keramická socha z roku 1894 od francouzského umělce Paula Gauguina. Oviri byla v tahitské mytologii byla označována jako bohyně smutku. Socha vyobrazuje ženu s dlouhými světlými vlasy, která v náručí svírá mládě, přičemž se také snaží svýma nohama zadusit vlka. Historici umění se domnívají, že ji Ganguin vytvořil jako epiteton, který má ukázat jeho vlastní obraz, obraz "civilizovaného divocha". 
Gauguin vyrobil celkem tři odlitky. Původní odlitek se nachází v Musée d'Orsay v Paříži.

## Galerie

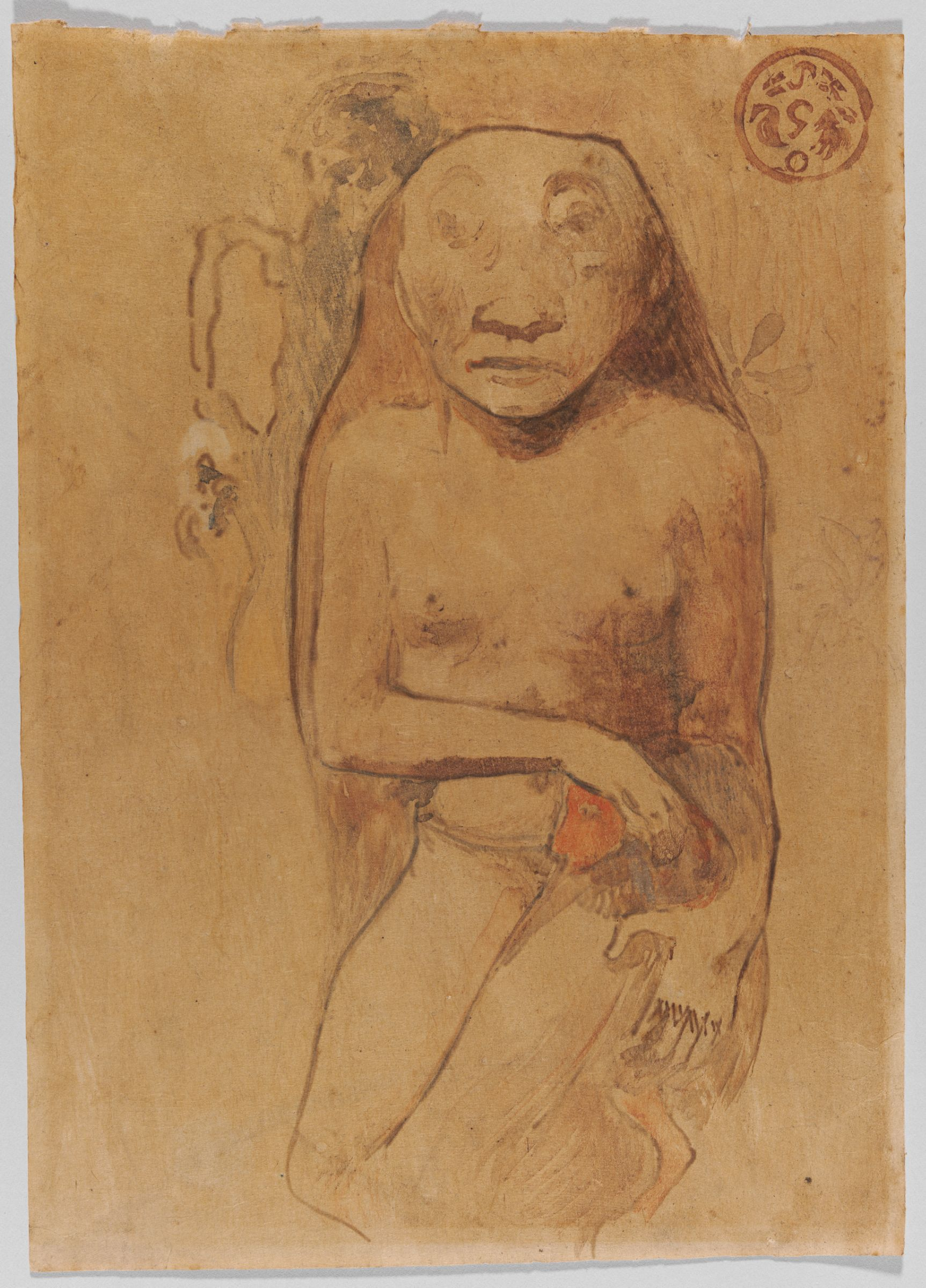
Oviri, rok 1894, akvarel, Fogg Museum, Boston
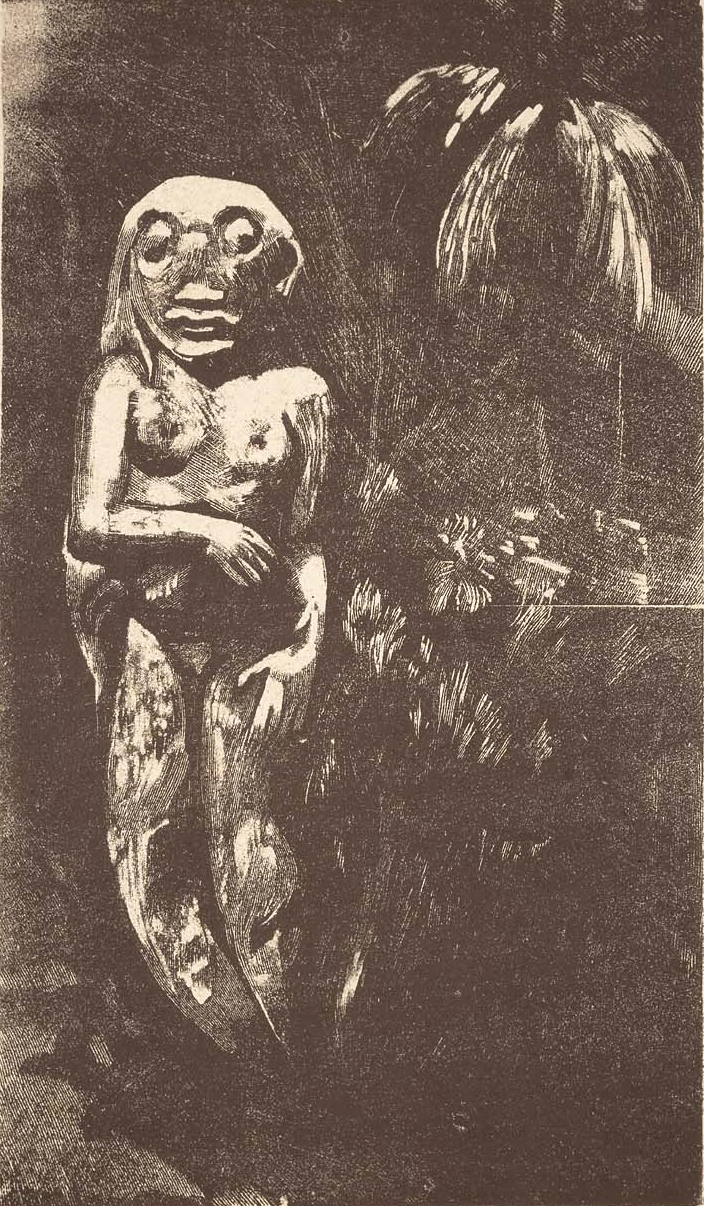
Oviri 1894, dřevoryt hnědým inkoustem na tkaném papíře. Museum of Fine Arts, Boston
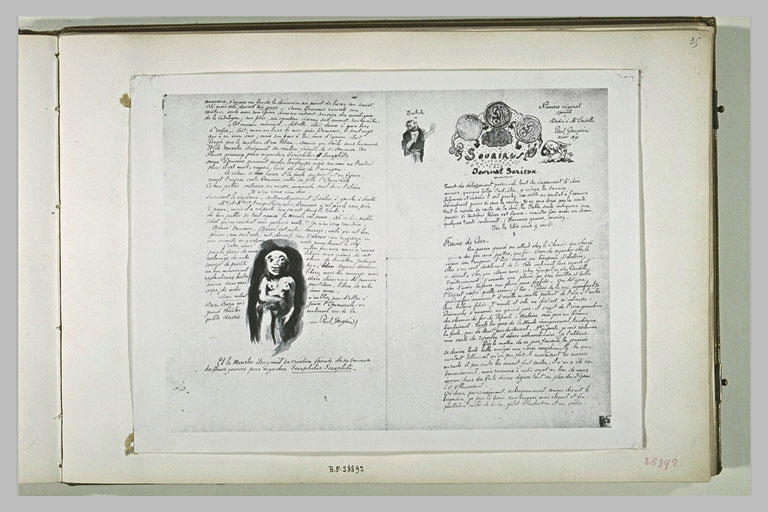
Popis kresby Oviri od Paula Gauguina.
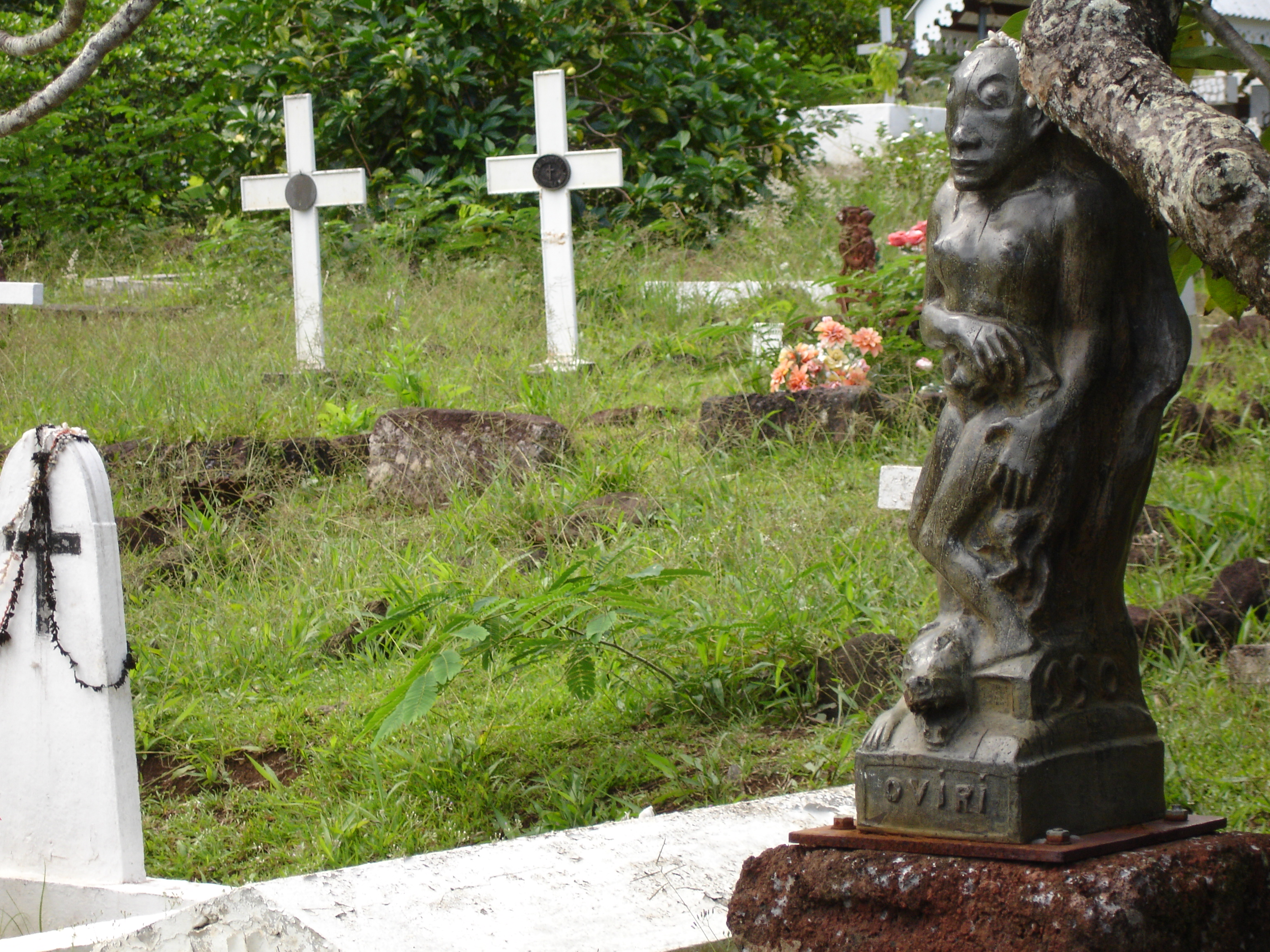
Socha Oviri na hrobě Paula Gauguin